# Nationalliga A (1998/1999)
Nationalliga A (1998/1999) – 101. edycja najwyższej piłkarskiej klasy rozgrywkowej w  Szwajcarii. Rozpoczęły się 18 lipca 1998 roku, zakończyły się natomiast 2 czerwca 1999 roku. W rozgrywkach wzięło udział dwanaście drużyn. Mistrzowski tytuł wywalczyła drużyna Servette FC. Królem strzelców ligi został Alexandre Rey z Servette, który zdobył 19 goli.

## Drużyny
| Uczestnicy poprzedniej edycji                                                                                 | Uczestnicy poprzedniej edycji | Uczestnicy poprzedniej edycji | Uczestnicy poprzedniej edycji |
| --- | ----------------------------- | ----------------------------- | ----------------------------- |
| GRA | Grasshopper Club Zurych       | 1                             |                               |
| SER | Servette FC                   | 2                             |                               |
| LAU | FC Lausanne-Sport             | 3                             |                               |
| ZUR | FC Zürich                     | 4                             |                               |
| SIO | FC Sion                       | 5                             |                               |
| GAL | FC Sankt Gallen               | 6                             |                               |
| AAR | FC Aarau                      | 7                             |                               |
| LUZ | FC Luzern                     | 8                             |                               |
| NEU | Neuchâtel Xamax               | 9                             |                               |
| BAS | FC Basel                      | 10                            |                               |
| Awans z Nationalligi B (1997/1998)                                                                            |                               |                               |                               |
| LUG | FC Lugano                     | 1                             |                               |
| YBO | BSC Young Boys                | 2                             |                               |
| Oznaczenia: - kolumna pierwsza – skróty nazw drużyn, - kolumna trzecia – miejsce zajęte w poprzednim sezonie. |                               |                               |                               |

Po poprzednim sezonie spadły: Étoile Carouge FC i SC Kriens.

## Sezon zasadniczy

### Tabela
| Lp. | Drużyna                 | M  | Z  | R  | P  | Bramki | Bramki | Różn. | Pkt | Uwagi              |
| --- | ----------------------- | -- | -- | -- | -- | ------ | ------ | ----- | --- | ------------------ |
| 1   | Servette FC             | 22 | 12 | 8  | 2  | 38     | 24     | +14   | 44  | Grupa mistrzowska  |
| 2   | Grasshopper Club Zurych | 22 | 11 | 5  | 6  | 37     | 25     | +12   | 38  | Grupa mistrzowska  |
| 3   | FC Zürich               | 22 | 10 | 8  | 4  | 33     | 21     | +12   | 38  | Grupa mistrzowska  |
| 4   | FC Lausanne-Sport       | 22 | 10 | 8  | 4  | 36     | 33     | +3    | 38  | Grupa mistrzowska  |
| 5   | Neuchâtel Xamax         | 22 | 7  | 11 | 4  | 30     | 23     | +7    | 32  | Grupa mistrzowska  |
| 6   | FC Basel                | 22 | 8  | 4  | 10 | 21     | 34     | −13   | 28  | Grupa mistrzowska  |
| 7   | FC Luzern               | 22 | 6  | 9  | 7  | 26     | 25     | +1    | 27  | Grupa mistrzowska  |
| 8   | FC Sankt Gallen         | 22 | 7  | 6  | 9  | 31     | 31     | 0     | 27  | Grupa mistrzowska  |
| 9   | FC Sion                 | 22 | 5  | 8  | 9  | 22     | 36     | −14   | 23  | Grupa awans/spadek |
| 10  | FC Lugano               | 22 | 5  | 7  | 10 | 35     | 43     | −8    | 22  | Grupa awans/spadek |
| 11  | BSC Young Boys          | 22 | 4  | 7  | 11 | 33     | 34     | −1    | 19  | Grupa awans/spadek |
| 12  | FC Aarau                | 22 | 3  | 7  | 12 | 28     | 41     | −13   | 16  | Grupa awans/spadek |

## Grupa mistrzowska
| Lp. | Drużyna                 | M  | Z | R | P | Bramki | Bramki | Różn. | Pkt | Uwagi                                         |
| --- | ----------------------- | -- | - | - | - | ------ | ------ | ----- | --- | --------------------------------------------- |
| 1   | Servette FC             | 14 | 7 | 3 | 4 | 19     | 14     | +5    | 46  | Liga Mistrzów UEFA • III runda kwalifikacyjna |
| 2   | Grasshopper Club Zurych | 14 | 8 | 3 | 3 | 31     | 11     | +20   | 46  | Puchar UEFA • Runda kwalifikacyjna            |
| 3   | FC Lausanne-Sport       | 14 | 8 | 2 | 4 | 28     | 20     | +8    | 45  | Puchar UEFA • I runda                         |
| 4   | FC Zürich               | 14 | 7 | 2 | 5 | 24     | 15     | +9    | 42  | Puchar UEFA • Runda kwalifikacyjna            |
| 5   | FC Basel                | 14 | 5 | 4 | 5 | 18     | 19     | −1    | 33  |                                               |
| 6   | Neuchâtel Xamax         | 14 | 2 | 6 | 6 | 12     | 27     | −15   | 28  |                                               |
| 7   | FC Luzern               | 14 | 4 | 2 | 8 | 13     | 27     | −14   | 28  |                                               |
| 8   | FC Sankt Gallen         | 14 | 2 | 4 | 8 | 13     | 25     | −12   | 24  |                                               |

## Grupa awans/spadek
| Lp. | Drużyna           | M  | Z | R | P | Bramki | Bramki | Różn. | Pkt | Uwagi |
| --- | ----------------- | -- | - | - | - | ------ | ------ | ----- | --- | ----- |
| 1   | FC Lugano         | 14 | 9 | 2 | 3 | 19     | 10     | +9    | 29  |       |
| 2   | SR Delémont       | 14 | 7 | 2 | 5 | 23     | 20     | +3    | 23  |       |
| 3   | Yverdon-Sport FC  | 14 | 6 | 3 | 5 | 22     | 17     | +5    | 21  |       |
| 4   | FC Aarau          | 14 | 6 | 2 | 6 | 24     | 24     | 0     | 20  |       |
| 5   | FC Sion           | 14 | 6 | 1 | 7 | 16     | 17     | −1    | 19  |       |
| 6   | BSC Young Boys    | 14 | 5 | 2 | 7 | 25     | 31     | −6    | 17  |       |
| 7   | FC Wil            | 14 | 5 | 1 | 8 | 26     | 30     | −4    | 16  |       |
| 8   | Étoile Carouge FC | 14 | 4 | 3 | 7 | 18     | 24     | −6    | 15  |       |

## Najlepsi strzelcy
19 bramek
- Alexandre Rey (Servette FC)

13 bramek
- Shaun Bartlett (FC Zürich)
- Patrick De Napoli (Grasshopper Club Zurych)

12 bramek
- Edwin Vurens (FC Sankt Gallen/Servette FC)

11 bramek
- Avi Tikva (Grasshopper Club Zurych)
- Léonard Thurre (FC Lausanne-Sport)
- Micheil Kawelaszwili (Grasshopper Club Zurych)